# Trịnh tử
Trịnh tử Anh (chữ Hán: 鄭子嬰; trị vì: 694 TCN – 681 TCN), tên Anh (嬰), tên chữ Tử Nghi (子儀), là vị vua thứ bảy của nước Trịnh – chư hầu nhà Chu trong lịch sử Trung Quốc. Thường gọi là Tử Nghi (子儀), Trịnh tử (鄭子) hoặc Trịnh tử Anh (鄭子嬰).
Công tử Anh là con trai của Ung thị nước Tống và Trịnh Trang công – vị vua thứ ba của nước Trịnh, em của Trịnh Chiêu công – vị vua thứ tư của nước Trịnh, Trịnh Lệ công – vị vua thứ năm của nước Trịnh và Trịnh Vỉ – vị vua thứ sáu của nước Trịnh. Phu nhân là Trần Qui, nữ công tộc họ Qui nước Trần.

## Sự nghiệp
Năm 694 TCN, vua anh Trịnh Vỉ và đại phu Cao Cừ Di bị Tề Tương công lừa đến hội ở Thủ Chỉ rồi giết chết, đại phu Tế Trọng đón công tử Anh đang làm con tin ở nước Trần về lập làm vua.
Năm 691 TCN, Tề Tương công đánh nước Kỷ (紀), Lỗ Trang công mời công tử Anh đến hội bàn nên cứu Kỉ, nhưng công tử Anh từ chối, cuối cùng Tề Tương công tiêu diệt nước Kỉ, Trịnh tử Anh sợ bị Tề đánh, lại giảng hoà với Tề.
Năm 682 TCN, Tế Trọng qua đời, anh ông là Trịnh Lệ công đang ở đất Lịch muốn phục ngôi bèn tập hợp quân chuẩn bị chiếm lại nước Trịnh. Năm 681 TCN, Trịnh Lệ công phát binh đánh Tử Anh, tướng Phó Hà bị bắt đã xin Lệ công thả mình và hứa sẽ đi giết công tử Anh, Lệ công nghe theo. Phó Hà trở về kinh giết chết công tử Anh cùng 2 người con ông và đón Lệ công phục ngôi. Trịnh Lệ công cho rằng Phó Hà là người bất trung bèn giết chết.
Trịnh Tử Anh ở ngôi được 15 năm.